# スタテイラ (小惑星)
スタテイラ (831 Stateira) は小惑星帯に位置する小惑星である。ハイデルベルクのケーニッヒシュトゥール天文台でマックス・ヴォルフによって発見された。
アルタクセルクセス2世の妻スタテイラにちなんで命名された。